# Маркан (футболіст, 1975)
Маркос Альберту Скавінський або просто Маркан (порт.-браз. Marcos Alberto Skavinski / Marcão / пол. Marcos Alberto Skavinski / Marcão; нар. 28 березня 1975, Куритиба, Бразилія) — бразильський футболіст та тренер польського походження, виступав на позиції центрального захисника та лівого захисника. Головний тренер «Парани».

## Клубна кар'єра
Футболом розпочав займатися у 12-річному віці у «Корітібі». До 1996 року виступав за цю команду, а потім, аж до 2003 року, виступав за декілька скромних команд, найчастіше з нижчих дивізіонів (єдиним відомим у цей період був «Атлетіко Мінейро» у 1999 році, де Маркан не отримав твердого місця в основі). Отримав національну популярність, коли захищав «Жувентуде», у Кашіас-ду-Сул, у матчі Серії A 2003 року. 
З Ріу-Гранді-ду-Сул повернувся до свого рідного штату Парана, щоб захищати кольори «Атлетіку Паранаенсі», де навіть носив капітанську пов’язку у фіналі Кубка Лібертадорес 2005, програному «Сан-Паулу». У перший же сезон допоміг команді посісти друге місце у чемпіонаті Бразилії.
У липні 2006 року його віддали в оренду японському «Кавасакі Фронтале», де залишався до грудня. Також виступав в оренді в саудівському «Аль-Іттіхад».

### Інтернасьйонал
Повернувся до бразилії в травні 2007 року, де приєднався до «Інтернасьйонала» з Порту-Алегрі. Маркан швидко закріпився в команді та повернувся на рідну для себе позицію лівого захисника. Однак вже в серпні гравець став фігурантом допінгової справи, через речовину, що міститься в ліках проти випадіння волосся, які він приймав протягом п'яти років. 2008 року виграв зі своїм клубом Південноамериканський кубок, а також чемпіонат штату Ріу-Гранді-ду-Сул. Останнє досягнення він повторив уже у 2009 році, але ще по ходу турніру залишив команду.

### «Палмейрас» та «Гояс»
Маркан поступився своєю позицією ліворуч у захисті партнерам по команді Клеберу та Марселу Кордейру, внаслідок чого в лютому 2009 року його запросив «Палмейрас», з яким досвідчений захисник підписав контракт до кінця року. Після закінчення чемпіонату Бразилії з ним не продовжили контракт, і він залишив «Вердао».
1 січня 2010 року підписав контракт з «Гоясом». Виступав за «Есмеральдіно» до 2011 року, коли вирішив завершити кар'єру гравця.

## Кар'єра тренера

### «Фож ду Ігуасу»
15 квітня 2019 року представлений як новий головний тренер «Фож ду Ігуасу». У лютому 2020 року очолив команду «Шапекоенсе».

### «Сан-Жосінсе»
Трохи більше ніж через рік, у липні 2021 року, його найняв «Сан-Жосінсе», щоб очолити першу команду клубу.

### «Парана»
30 грудня 2022 року Маркан було представлено новим тренером «Парана», за контрактом повинен був пропрацювати протягом сезону 2023 року.

## Статистика виступів

### Клубна (Японія)
| Клубні виступи | Клубні виступи      | Клубні виступи | Ліга  | Ліга | Кубок            | Кубок            | Кубок ліги      | Кубок ліги      | Загалом | Загалом |
| Сезон          | Клуб                | Ліга           | Матчі | Голи | Матчі            | Голи             | Матчі           | Голи            | Матчі   | Голи    |
| Японія         | Японія              | Японія         | Ліга  | Ліга | Кубок Імператора | Кубок Імператора | Кубок Джей-ліги | Кубок Джей-ліги | Загалом | Загалом |
| -------------- | ------------------- | -------------- | ----- | ---- | ---------------- | ---------------- | --------------- | --------------- | ------- | ------- |
| 2006           | «Кавасакі Фронтале» | Джей-ліга 1    | 28    | 2    | 2                | 0                | 9               | 1               | 39      | 3       |
| Країна         | Японія              | Японія         | 28    | 2    | 2                | 0                | 9               | 1               | 39      | 3       |
| Загалом        | Загалом             | Загалом        | 28    | 2    | 2                | 0                | 9               | 1               | 39      | 3       |

## Досягнення

### Як гравця
«Атлетіку Паранаенсі»
- Ліга Паранаенсе
  -  Чемпіон (1): 2005

«Інтернасьйонал»
- Ліга Гаушу
  -  Чемпіон (2): 2008, 2009

- Південноамериканський кубок
  -  Володар (1): 2008

- Кубок Дубаї
  -  Володар (1): 2008

«Палмейрас»
- Кубок Освалду Брандау
  -  Володар (1): 2009

### Як тренера
«Сан-Жосінсе»
- Другий дивізіон Ліги Паранаенсе
  -  Чемпіон (1): 2021[10]